# Bakery Jatta
Bakery Jatta (Gunjur,6 juni 1998) is een Gambiaans voetballer die bij doorgaans als rechtsbuiten speelt. In 2017 maakte hij zijn debuut in het betaald voetbal voor Hamburger SV in de Bundesliga, de club waar hij nog altijd onder contract staat 

## Clubcarrière
Halverwege 2015 kwam Jatta als vluchteling vanuit Gambia naar Duitsland . Daar werd hij ontdekt en kwam hij onder de aandacht van Hamburger SV. Hij liep stage bij de Noord-Duitse club en maakte daarbij een goede indruk. Omdat hij op dat moment nog minderjarig was en geen contract mocht tekenen, trainde hij in de avonduren mee bij  Bremer SV. Kort na zijn achttiende verjaardag tekende hij op 30 juni 2016 een driejarig contract bij Hamburger SV. Het duurde enkele maanden voordat hij de benodigde verblijfsvergunning ontving, waardoor hij formeel speelgerechtigd werd voor de club. Op 9 september 2016 debuteerde Jatta in het tweede elftal van HSV. In de uitwedstrijd tegen BSV Rehden in de Regionalliga Nord, die met 0–2 werd gewonnen, maakte hij beide doelpunten. Hij scoorde in de 35e minuut na een voorzet van Finn Porath en kopte in de 72e minuut zijn tweede treffer binnen. Een week later was hij opnieuw tweemaal trefzeker in de wedstrijd tegen VfV 06 Hildesheim. Op 30 oktober 2016 werd Jatta voor het eerst opgenomen in de wedstrijdselectie van het eerste elftal, voor de met 3–0 verloren uitwedstrijd tegen 1. FC Köln. Hij bleef die wedstrijd op de bank. Zijn officiële debuut in de Bundesliga volgde op 16 april 2017, tijdens de 29e speelronde van het seizoen, in de uitwedstrijd tegen Werder Bremen.Hij viel in de 83e minuut in voor Filip Kostić.. In de resterende wedstrijden van het seizoen 2016/17 kwam Jatta telkens in actie. In de thuiswedstrijd tegen Schalke 04 verscheen hij voor het eerst in de basisopstelling.
Het seizoen 2017/18 verliep moeizaam voor Jatta. In de eerste zes speelronden maakte hij deel uit van de selectie van het eerste elftal en kwam hij in twee wedstrijden als invaller in actie. Daarna werd hij teruggezet naar het tweede elftal. Pas in de 24e speelronde keerde hij terug in de hoofdmacht, tijdens de wedstrijd tegen Werder Bremen. Hamburger SV eindigde dat seizoen op de 17e plaats in de Bundesliga en degradeerde daarmee voor het eerst in de clubgeschiedenis naar de 2. Bundesliga. In het seizoen 2018/19 brak Jatta definitief door. Hij speelde in 25 van de 34 competitiewedstrijden en maakte op 10 november 2018 zijn eerste doelpunt voor de club, tijdens de uitwedstrijd tegen Erzgebirge Aue. In de 68e minuut scoorde hij het derde doelpunt in de met 1–3 gewonnen wedstrijd, op aangeven van Aaron Hunt.
Op 22 januari 2019 maakte de club bekend dat Jatta zijn contract had verlengd tot medio 2024. Onder trainer Dieter Hecking in het seizoen 2019/20 en diens opvolger Daniel Thioune in 2020/21 bleef Jatta een vaste waarde op de rechterflank. Op 9 april 2021 speelde hij tegen SV Darmstadt 98 zijn honderdste officiële wedstrijd voor Hamburger SV.
Na het ontslag van trainer Daniel Thioune werd Tim Walter aangesteld als hoofdtrainer van Hamburger SV voor het seizoen 2021/22. De trainerswissel had geen invloed op de rol van Jatta, die dat seizoen in alle 39 officiële wedstrijden van de club in actie kwam. HSV eindigde in de competitie op de derde plaats, wat recht gaf op deelname aan de promotie/degradatieplay-offs tegen Hertha BSC. De heenwedstrijd in Berlijn  werd met 0–1 gewonnen dankzij een doelpunt van  Ludovit Reis. In de return in Hamburg verloor HSV met 0–2, waardoor promotie naar de Bundesliga uitbleef. Jatta speelde in beide wedstrijden mee. In het seizoen  2022/23 kwam Jatta door een knieblessure tot minder speelminuten. In de voorlaatste speelronde werd hij in de uitwedstrijd tegen Greuther Fürth na twee gele kaarten door scheidsrechter Sven Waschitzki-Günther voor het eerst in zijn loopbaan van het veld gestuurd. HSV eindigde opnieuw op de derde plaats en moest wederom promotie/degradatiewedstrijden spelen, ditmaal tegen VfB Stuttgart. De heenwedstrijd in de MHPArena werd met 3–0 verloren. In de return in Hamburg volgde een 1–3 nederlaag, waardoor HSV opnieuw promotie misliep. Jatta speelde ook in deze beide wedstrijden mee.
In het seizoen 2023/24 bleef Jatta een vaste waarde in het elftal van trainer Tim Walter. Ook na diens ontslag halverwege het seizoen, als gevolg van tegenvallende resultaten, en de aanstelling van Steffen Baumgart als opvolger, veranderde er weinig aan zijn status binnen het team. Jatta stond dat seizoen in 25 competitiewedstrijden in de basis. Op 17 maart 2024 speelde hij tijdens de thuiswedstrijd tegen Wehen Wiesbaden zijn 200ste officiële wedstrijd voor Hamburger SV. In januari 2024 verlengde hij zijn contract met vijf jaar, waarmee hij zich tot medio 2029 aan de club verbond. HSV eindigde het seizoen op de vierde plaats in de 2. Bundesliga en miste daarmee voor het zesde opeenvolgende seizoen promotie naar het hoogste niveau. 
In zijn achtste seizoen bij de club (2024/25) liep Jatta eind augustus tijdens de bekerwedstrijd tegen SV Meppen een knieblessure op, waardoor hij enkele wedstrijden aan de kant stond. Hoewel hij daarna fit genoeg was om te spelen, wist hij voor de winterstop zijn basisplaats niet terug te veroveren, mede vanwege de goede prestaties van ean-Luc Dompé en het talent Fabio Baldéop zijn positie. Kort na de winterstop raakte Jatta opnieuw geblesseerd, ditmaal aan zijn enkel. Aanvankelijk werd gevreesd dat hij de rest van het seizoen zou missen, maar in mei keerde hij terug op het trainingsveld. Tijdens de laatste competitiewedstrijd van het seizoen, de uitwedstrijd tegen SpVgg Greuther Fürth, zat hij voor het eerst sinds maanden weer bij de wedstrijdselectie, maar kwam niet in actie.Door zijn blessureleed had hij slechts een bescheiden aandeel in het seizoen waarin HSV als tweede eindigde en na 2.555 dagen promoveerde naar de Bundesliga.

## Clubstatistieken
| Seizoen                        | Club            | Competitie      | Competitie | Competitie | Beker | Beker | Internationaal | Internationaal | Overig | Overig | Totaal | Totaal |
| Seizoen                        | Club            | Competitie      | Wed.       | Dlp.       | Wed.  | Dlp.  | Wed.           | Dlp.           | Wed.   | Dlp.   | Wed.   | Dlp.   |
| ------------------------------ | --------------- | --------------- | ---------- | ---------- | ----- | ----- | -------------- | -------------- | ------ | ------ | ------ | ------ |
| 2016/17                        | Hamburger SV    | Bundesliga      | 6          | 0          | –     | –     | –              | –              | 16     | 11     | 22     | 11     |
| 2017/18                        | Hamburger SV    | Bundesliga      | 10         | 0          | –     | –     | –              | –              | 10     | 8      | 20     | 8      |
| 2018/19                        | Hamburger SV    | Bundesliga      | 25         | 4          | 4     | 1     | –              | –              | 11     | 1      | 40     | 6      |
| 2019/20                        | Hamburger SV    | 2. Bundesliga   | 31         | 4          | 2     | 0     | –              | –              | 1      | 0      | 34     | 4      |
| 2020/21                        | Hamburger SV    | 2. Bundesliga   | 27         | 5          | –     | –     | –              | –              | –      | –      | 27     | 5      |
| 2021/22                        | Hamburger SV    | 2. Bundesliga   | 34         | 3          | 5     | 0     | –              | –              | 2      | 0      | 41     | 3      |
| 2022/23                        | Hamburger SV    | 2. Bundesliga   | 23         | 4          | 1     | 0     | –              | –              | 2      | 0      | 26     | 4      |
| 2023/24                        | Hamburger SV    | 2. Bundesliga   | 32         | 5          | 3     | 3     | –              | –              | –      | –      | 35     | 8      |
| 2024/25                        | Hamburger SV    | 2. Bundesliga   | 8          | 0          | 2     | 0     | –              | –              | –      | –      | 10     | 0      |
| Carrière totaal                | Carrière totaal | Carrière totaal | 196        | 25         | 17    | 4     | –              | –              | 42     | 20     | 257    | 47     |
| Bijgewerkt tot 24 januari 2025 |                 |                 |            |            |       |       |                |                |        |        |        |        |

* In de seizoenen 2016/17, 2017/18, 2018/19 en 2019/20 kwam Jatta ook regelmatig uit voor het tweede elftal van Hamburger SV. In de seizoenen 2021/22 en 2022/23 speelde hij vier promotie-/degradatiewedstrijden met het eerste elftal in de strijd om terugkeer naar de Bundesliga.

## Persoonlijk
Jatta vluchtte op jonge leeftijd uit Gambia en kwam terecht in Duitsland. Rond de ondertekening van zijn eerste profcontract bij Hamburger SV in 2016 ontstonden twijfels over zijn ware leeftijd. Medisch onderzoek leverde destijds geen bevestigend bewijs op voor fraude. In augustus 2019 publiceerde Bild een artikel waarin werd gesteld dat Jatta zich bij zijn aankomst in Duitsland onder een valse identiteit zou hebben gemeld. Volgens het onderzoek zou hij eigenlijk Bakary Daffeh heten en tweeënhalf jaar ouder zijn dan opgegeven. Naar aanleiding van deze publicatie stelden zowel de Duitse autoriteiten als de Duitse voetbalbond een onderzoek in. Begin september 2019 werd gemeld dat er geen concreet bewijs was gevonden en beide onderzoeken werden afgesloten. In juli 2020 kwam de zaak opnieuw onder de aandacht. De politie doorzocht Jatta’s woning in verband met een hernieuwd onderzoek naar identiteitsfraude. Het Openbaar Ministerie diende uiteindelijk een aanklacht tegen hem in, gebaseerd op aanwijzingen dat hij onjuiste informatie zou hebben verstrekt. De rechter wees de aanklacht echter af wegens onvoldoende bewijs.